# Alexander Borissowitsch Beljawski
Alexander Borissowitsch Beljawski (russisch Александр Борисович Белявский, wiss. Transliteration Aleksandr Borisovič Beljavskij; * 6. Mai 1932 in Moskau; † 8. September 2012 ebenda) war ein sowjetisch-russischer Theater- und Filmschauspieler.

## Leben
Beljawski war das älteste von drei Kindern der Eheleute Boris Moissejewitsch und Ljubow Alexandrowna Beljawski. Er ging auf die Schule № 468 in Moskau und machte dort im Jahr 1949 seinen Abschluss. Daraufhin begann er ein Studium an der Fakultät für Buntmetalle und Gold des Geologischen Instituts in Moskau, welches er 1955 mit Erhalt des Diploms beendete. Beljawski nahm daraufhin eine Arbeit in der Ostsibirischen Geologischen Verwaltung in Irkutsk auf. Am dortigen Dramatheater stand er zum ersten Mal als Schauspieler auf der Bühne und entschloss sich nach Moskau zurückzukehren und sich der Schauspielerei zu widmen.
Er besuchte daraufhin das Theaterinstitut Boris Schtschukin (Театральный институт имени Бориса Щукина) in Moskau, an dem er 1961 abschloss. Seinen ersten Filmauftritt hatte er als Kolja im Film Erzählungen über Lenin (Рассказы о Ленине) im Jahr 1957. Nach seinem Abschluss am Theaterinstitut war er als Schauspieler im Moskauer Satire Theater (Театр Сатиры) tätig. Beljawski wurde zu dieser Zeit bekannt als Schauspieler in der sowjetischen Fernsehsendung Kabatschok 13 stuljew (Кабачок «13 стульев»), an der größtenteils Schauspieler aus dem Satire Theater mitwirkten.
1964 wurde er vom polnischen Regisseur Leonard Buczkowski als Hauptrolle für den Film Der unterbrochene Flug (Przerwany lot) verpflichtet. Während der Dreharbeiten in Warschau lernte Beljawski die polnische Sprache, was ihm später zu Rollen in sechs weiteren polnischen Filmen verhalf. Im selben Jahr wechselte er an das Moskauer Dramatheater K. S. Stanislaw (Московский драматический театр им. К. С. Станиславского) und im Anschluss im Jahr 1966 an das Theaterstudio der Kinoschauspieler (Театра-студии киноактёра) in Moskau.
In den 1980er Jahren wirkte Alexander Beljawski als Synchronsprecher für ausländische Filme in Russland. Unter anderem wurde er zur Standardstimme von Benny Hill. In den 1990er Jahren spielte Beljawski in der Fernsehsendung Bely Popugai (Белый попугай) mit. Insgesamt spielte Beljawski über 100 Rollen und hatte unter anderem auch Auftritte in der DDR, Nordkorea, Finnland, Frankreich und den USA. So erhielt er unter anderem im Jahr 2002 die Rolle des Admiral Iwanow im US-amerikanischen Film Der Anschlag.
Alexander Beljawski stürzte am 8. September 2012 aus dem Treppenflurfenster, zwischen dem fünften und sechsten Stock seines Wohnhauses, in der Bolschoi Tischinski Pereulok (Большой Тишинский переулок). Bereits Jahre zuvor hatte der Schauspieler einen schweren Schlaganfall erlitten und seine Stimme verloren. Die ermittelnden Behörden gehen von einer Selbsttötung aus, während Familienangehörige an einen Unfall glauben.
Beljawski war verheiratet mit Ljudmila Beljawskaja und wurde Vater zweier Töchter.

## Auszeichnungen
- 1988: Verdienter Künstler der RSFSR (Заслуженный артист РСФСР)
- 2003: Volkskünstler Russlands (Народный артист Российской Федерации)[4]

## Filmografie (Auswahl)
- 1957: Erzählungen über Lenin (Rasskasy o Lenine)
- 1964: Der unterbrochene Flug (Przerwany lot)
- 1964: Jolanta
- 1966: Juliregen (Ijulski doschd)
- 1968: 24-25 kehrt nicht zurück (24-25 ne woswraschtschajetsja)
- 1970: Vier Panzersoldaten und ein Hund (Tschetyre tankista i sobaka), (Fernsehserie)
- 1970: Der Tag, an dem die Freundschaft begann (Dzien oczyszczenia)
- 1975: Wenn die Erde bebt (Kogda droschit semlja)
- 1975: Die Ironie des Schicksals, oder Genieße Dein Bad! (Ironija sudby, ili S legkim parom!)
- 1979: Die schwarze Katze (Mesto wstretschi ismenit nelsja)
- 1979: Antarktische Erzählung (Antarktitscheskaja powest)
- 1979: Vater Sergej (Otez Sergi)
- 1979: Testflug zum Saturn (Test pilota Pirxa), der Verfilmung des Romans Pilot Pirx
- 1981: Peters Jugend (Junost Petra)
- ca. 1985: Russisch, bitte!
- 1991: Das verheißene Paradies (Nebessa obetowannyje)
- 1992: Three Days in August
- 2002: Antikiller
- 2002: Der Anschlag (The Sum of All Fears)
- 2004: Moscow Heat
- 2007: Ironie des Schicksals. Die Fortsetzung